# Chahleh
Chahleh (persiska: چهله) är en ort i Iran.   Den ligger i provinsen Bushehr, i den centrala delen av landet, 800 km söder om huvudstaden Teheran. Chahleh ligger 42 meter över havet och antalet invånare är 101.
Terrängen runt Chahleh är platt österut, men västerut är den kuperad.Runt Chahleh är det glesbefolkat, med 15 invånare per kvadratkilometer. Närmaste större samhälle är Khvormūj, 14,5 km öster om Chahleh. Trakten runt Chahleh är ofruktbar med lite eller ingen växtlighet.